# Phillip P. Keene
Phillip P. Keene (* 5. September 1966 in Los Angeles, Kalifornien) ist ein US-amerikanischer Schauspieler, bekannt durch seine Verkörperung des Buzz Watson in den Serien The Closer und Major Crimes.

## Leben
Phillip P. Keene spricht neben seiner Muttersprache englisch fließend deutsch und spanisch. Des Weiteren besuchte er die University of California, Los Angeles. Außerdem besitzt er den Pilotenschein.
Seinen ersten Fernsehauftritt hatte Keene 2004 in einer Folge der Serie The D. A. Ein Jahr später folgte die Rolle des Buzz Watson in der TNT-Serie The Closer an der Seite von Kyra Sedgwick. Die ersten drei Staffeln gehörte seine Rolle zum Nebencast, bevor sie ab der vierten bis zur siebten Staffel zum Hauptcast gehörte. Von 2012 bis 2018 war er auch in Major Crimes, dem Spin-off von The Closer, mit von der Partie.
Im Oktober 2013 heiratete Keene nach 20 Jahren Beziehung den Drehbuchautor James Duff.

## Filmografie (Auswahl)
- 2004: The D. A. (Fernsehserie, Folge 1x01)
- 2005–2012: The Closer (Fernsehserie, 109 Folgen)
- 2008: The Truth Is Underrated (Kurzfilm)
- 2012–2018: Major Crimes (Fernsehserie, 105 Folgen)